# Сергіївка (Олександрійська сільська громада)
Се́ргіївка —  село в Україні, в Рівненському районі Рівненської області. Населення становить 94 осіб.

## Символіка

### Герб
Щиті на червоному полі срібний хрест- глава історичної Волині, на зеленому - золота бриль, вулик (бортництво) та святе срібне джерело.

### Прапор
Квадратне полотнище, яке складається з двох горизонтальних смуг - червоної та зеленої, на червоному срібний хрест, на зеленому золота бриль, вулик(бортництво) та внизу срібне святе джерело.

### Тлумачення символіки
Сергіївку заснував чоловік, який займався бортництвом.